# Palicourea albert-smithii
Palicourea albert-smithii là một loài thực vật có hoa trong họ Thiến thảo. Loài này được Standl. mô tả khoa học đầu tiên năm 1930.